# Мистік (Коннектикут)
Мистік (англ. Mystic) — переписна місцевість (CDP) в США, в окрузі Нью-Лондон штату Коннектикут. Населення — 4348 осіб (2020).

## Географія
Мистік розташований за координатами 41°21′22″ пн. ш. 71°57′21″ зх. д. / 41.35611° пн. ш. 71.95583° зх. д. (41.355976, -71.955882).  За даними Бюро перепису населення США в 2010 році переписна місцевість мала площу 9,80 км², з яких 8,68 км² — суходіл та 1,12 км² — водойми.

## Демографія
Згідно з переписом 2010 року, у переписній місцевості мешкало 4205 осіб у 2031 домогосподарстві у складі 1045 родин. Густота населення становила 429 осіб/км².  Було 2373 помешкання (242/км²).
Расовий склад населення:
| - 93,6 % — білих - 2,6 % — азіатів - 0,8 % — чорних або афроамериканців - 0,4 % — корінних американців |

До двох чи більше рас належало 1,7 %. Частка іспаномовних становила 2,8 % від усіх жителів.
За віковим діапазоном населення розподілялося таким чином: 14,9 % — особи молодші 18 років, 55,9 % — особи у віці 18—64 років, 29,2 % — особи у віці 65 років та старші. Медіана віку мешканця становила 51,4 року. На 100 осіб жіночої статі у переписній місцевості припадало 85,0 чоловіків;  на 100 жінок у віці від 18 років та старших — 83,1 чоловіків також старших 18 років.
Середній дохід на одне домашнє господарство  становив 112 029 доларів США (медіана — 81 528), а середній дохід на одну сім'ю — 151 236 доларів (медіана — 116 406). Медіана доходів становила 74 153 долари для чоловіків та 66 875 доларів для жінок. За межею бідності перебувало 3,0 % осіб, у тому числі 2,5 % дітей у віці до 18 років та 2,9 % осіб у віці 65 років та старших.
Цивільне працевлаштоване населення становило 1966 осіб. Основні галузі зайнятості: освіта, охорона здоров'я та соціальна допомога — 28,5 %, виробництво — 19,1 %, мистецтво, розваги та відпочинок — 13,5 %, науковці, спеціалісти, менеджери — 12,1 %.